# Tumeochrysa olympia
Tumeochrysa olympia is een insect uit de familie van de gaasvliegen (Chrysopidae), die tot de orde netvleugeligen (Neuroptera) behoort. 
Tumeochrysa olympia is voor het eerst wetenschappelijk beschreven door Hölzel in 1973.